# Залужье (Архангельская область)
Залужье — опустевшая деревня в Ленском районе Архангельской области. Входит в состав Козьминского сельского поселения.

## География
Находится в юго-восточной части Архангельской области на расстоянии приблизительно 6 км на северо-восток по прямой от административного центра поселения села Козьмино на правобережье Вычегды.

## История
В 1859 году здесь (деревня Яренского уезда Вологодской губернии) был учтен 1 двор.

## Население
Численность населения: 7 человек (1859 год), 0 как в 2002 году, так и в 2010.